# Epsilon Lupi
Epsilon Lupi (ε Lup) – gwiazda wielokrotna w gwiazdozbiorze Wilka. Znajduje się około 512 lat świetlnych od Słońca.

## Charakterystyka
Jest to hierarchiczny układ poczwórny. Najjaśniejszy składnik A to gwiazda spektroskopowo podwójna, której składniki obiegają wspólny środek masy w czasie 4,56 doby. Ma obserwowaną wielkość gwiazdową 3,56m. Są to gorące gwiazdy typu widmowego B o temperaturze 20 800 K. Przy założeniu, że te składniki są identyczne, każda gwiazda świeci z jasnością 2700 razy większą niż jasność Słońca (uwzględniając emisję w ultrafiolecie) i ma masę około 7,5 masy Słońca. W przestrzeni dzieli je zaledwie 0,11 au. Gwiazdy te wydają się mieć za niską masę, aby wybuchnąć jako supernowa; mogą zakończyć życie jako podwójny biały karzeł. Jeśli jednak karły z czasem zbliżą się, rezultatem może być supernowa typu Ia.
Wokół tej pary krąży składnik B, gwiazda o temperaturze ocenianej na 15 500 K, 860 razy jaśniejsza niż Słońce. Ma masę 4,5 M☉. Okrąża centralną parę w czasie 737 lat po silnie wydłużonej orbicie, oddalając się na 400 au i zbliżając na 42 au (średnio 221 au). Widziana z Ziemi, orbita składnika B jest nachylona pod kątem 118° do sfery niebieskiej. W 2014 od centralnej pary dzieliła go na niebie odległość 0,2 sekundy kątowej. Łączna masa tych trzech gwiazd, obliczona na podstawie parametrów orbity, to 19,9 masy Słońca.
Składnik C o wielkości 9,1m krąży wokół tej trójki w odległości kątowej 26,1″ (pomiar z 2016), co przekłada się na odległość około 4100 au. Pomiary z początku XIX wieku sugerowały, że oddala się on od systemu Epsilon Lupi AB, ale wynikało to z niepewności pomiaru; pomiary przeprowadzone od 1837 do 2010 roku ukazują zgodny ruch w przestrzeni. Jest to gwiazda typu widmowego F0 o masie ocenianej na 1,5 M☉, okrążająca trzy pozostałe w czasie co najmniej 60 tysięcy lat.
Jeszcze dalej, 40″ od składnika Epsilon Lupi A, znajduje się gwiazda D o wielkości 16,2m. Prawdopodobnie jest to niezwiązana z tym systemem gwiazda tła. Według obserwacji z 2010 roku w odległości 0,1″ od centralnej pary miała znajdować się jeszcze gwiazda Ab o wielkości 5,1m, jednak obserwacji tej nie udało się później powtórzyć.